# 박상묵
박상묵(1917년 11월 9일~1983년 7월 28일)은 대한민국의 정치인이다. 제5대 국회의원을 지냈다.

## 역대 선거 결과
|  | 9.90% |

|  | 23.10% |

|  | 12.19% |